# Stephanolaimus jayasreei
Stephanolaimus jayasreei is een rondwormensoort uit de familie van de Leptolaimidae. De wetenschappelijke naam van de soort is voor het eerst geldig gepubliceerd in 1983 door Platt.